# Лакрос
Лакрос (фр. la crosse, енгл. lacrosse) је екипни спорт с лоптом. Играју га две екипе с по 10 играча (мушки) односно 12 играчица у варијанти за жене. Циљ игре је тешком гуменом лоптом постићи погодак, користећи при томе штап с причвршћеном мрежицом на врху за, хватање лопте, додавање саиграчу или шут на гол. Игра се 4 пута по 15 минута.
Спорт је настао половином 19. века, када су француски досељеници у Канади модификовали игру (багатавеј) коју су играли тамошњи индијанци. То је најстарији организовани спорт у Северној Америци, са својим пореклом од староседелаца Северне Америке још из 12. веку. Игру су у великој мери модификовали европски колонисти, смањујући насиље, како би створили њену садашњу колегијалну и професионалну форму.
Лакрос се углавном игра на отвореном, на травнатим теренима, иако постоји и дворанска варијанта. Димензије терена на отвореном су сличне димензијама фудбалског игралишта, и износе 100x50 метара. Гол је димензија 180x180 cm и има мрежу сличну оној на голу у хокеју на леду. Два пута се лакрос нашао и на програму Олимпијских игара, 1904 у Сент Луису и 1908 у Лондону. После тога је још неколико пута био демонстративни спорт на Играма, и то 1928, 1932. и 1948, али се никада није вратио у званични програм Игара.
Данас је овај спорт раширен углавном на северно-америчком континенту, и то у САД и Канади. Веома је чест студентски спорт на северноамеричким универзитетима. Изван тог подручја лакрос није популаран спорт и ретко се игра, мада постоје лакрос савези у 30-ак земаља као и Међународна лакрос федерација (International Lacrosse Federation) ILF која организује и светска првенства у овом спорту.
Играчи користе главу штапа за лакрос да носе, додају, хватају и шутирају лопту у гол. Спорт има четири верзије које имају различите штапове, терене, правила и опрему: теренски лакрос, женски лакрос, бокс лакрос и интеркрос. Мушке игре, теренски лакрос (на отвореном) и бокс лакрос (у затвореном), су контактни спортови и сви играчи носе заштитну опрему: кациге, рукавице, штитнике за рамена и лактове. Женска игра се игра на отвореном и не дозвољава контакт тела, али дозвољава контакт штапа и штапа. Једина заштитна опрема потребна за играчице су наочаре, док голмани носе кациге и заштитне јастучиће. И мушки и женски лакрос на терену имају верзије 6 на 6 које се играју на мањим теренима, што је прихваћено у вишеспортским догађајима. Интеркрос је бесконтактни спорт мешовитог пола који се игра у затвореном простору који користи потпуно пластични штап и мекшу лопту.

## Лакрос
Лакрос је контактни тимски (м/ж) спорт који се игра гуменом лоптом и дугачким штапом који се назива crosse или lacrosse. На врху лакрос штапа налази се лопатица са мрежицом. Мрежа је довољно опуштена, тако да кад се лопта ухвати она тачно утоне у њу (мрежу), потом се играчи додају лоптом, а циљ је наравно постићи гол. На терену се истовремено налази по 10 чланова обе екипе (9 играча + голман). Играчи су подељени у три групе, attack/нападачи, midfielder/везни и defense/одбрана. У свакој групи има по 3 играча. Лакрос се игра на терену идентичне величине фудбалског терена (дужина 100 m, а ширина 54 m-60 m.) тако да је ово још један од разлога лаког адаптирања спорта, с обзиром да је Србија земља фудбала. Игру су измислили северно-амерички Индијанци и о игри су говорили да је "на задовољство Створитеља" јер су играјући је племена међусобно решавала конфликте, успут су обучавали младе ратнике и на крају саму игру доживљавали као религиозни ритуал. Лакрос је до 1908. био Олимпијски спорт. У Европи постоји Европска Лакрос Федерација (ЕЛФ) која од 1995. организује различита такмичења. Најјаче земље у Лацроссе-у су САД, Канада, Аустралија и Ирокези (тим састављен од 6 Нација Ирокез Конфедерације-Индијанска племена из Северне Америке).
Лакрос такође спада под национални спорт Канаде поред хокеја.

## Казне
У лакросу постоје многобројне казне које се одслужују ван терена у одређеном простору на одређено време, у зависности од казне. Постоје технички прекршаји као и физички и намерни. Под техничке прекршаје спада офсајд (недозвољена позиција), вишак играча на терену, играње руком, ометање голмана, улазак у голмански простор, задржавање игре, ометање или држање играча, покретни блок, грађење руком у покрету, покривање лопте и сл. Неки од ових прекршаја се служе казном игре са играчем мање, а неким се лопта додељује другој екипи.
Под физичке прекршаје спадају: претерана грубост, ударац лактом, ударац коленом, cross-check (ударац штапом), ударање са леђа, било која врста ударца у главу, ударац доњим делом штапа (убадање), charging (залетање), било који контакт над играчем који нема посед лопте, саплитање. Под намерне прекршаје спада одлагање игре, неспортско понашање, туче и сл.

## Offside - Офсајд (недозвољена позиција играча)
Офсајд се лако препознаје у лакросу и правило је једноставно. На једној половини терена увек мора да има минимум 3, а максимум 6 играча из једне екипе. Ако има мање од 3 или висе од 6 играча, значи да је екипа направила офсајд. До офсајд-а углавном долази због неспоразума међу играчима. По правилу одбрамбени играчи играју само одбрану, нападачи играју само напад, док везни играчи играју и одбрану и напад. Међутим, не мора увек да буде тако! Ако је одбрамбени играч кренуо у напад са лоптицом и ако је у бољој позицији да је изнесе него неки везни играч он ће то и учинити, а дужност је једног од везних играча да препозна то и да остане у одбрани како би покрио место тог одбрамбеног играча.
Када се одбрамбени играч врати на своју половину, тада везни играч који га је покривао иде назад на своје место. Такође се дешава да и нападач крене у одбрану за противничким играчем, и тада је такође дужност везног играча да остане у нападачкој зони како би покрио тог нападача док се не врати. 
Ова промена се такође примењује по договору између играча како би се везни играч одморио.

## Аут (излазак лопте ван терена)
Пре свега, у лакросу не постоји корнер, тако да се аут линија и правила везана за аут примењују на све четири стране око терена, (како по страни терена, тако и иза голова). Аут се може изазвати на два начина (неуспешним додавањем, или намерним изгуравањем играча ван линије игралишта - у лакросу је овај тактички потез дозвољен). Аут се изводи тако што играч који га изводи може по сопственој жељи да ушета са лоптом на терен или да је дода саиграчу као у фудбалу.
Уколико играч који је шутнуо на гол промаши и лопта оде ван терена, извођење аута се додељује играчу који први дотрчи до места где је изашла лопта.

## Играчи
На терену се истовремено налази по 10 чланова обе екипе.
Играчи су подељени у три групе, нападачи, везни играчи и одбрана.
На терену у свакој групи има по 3 играча који морају пре свега да воде рачуна о својим задацима, као и о ограниченом кретању по терену како не би направили офсајд (били у недозвољеној позицији). Уколико дође до офсајда, играч који га је починио иде ван игре на 30 секунди да одслужи казну, док противнички тим добија аутоматски посед лопте.

### Напад
Задатак нападача је да на што ефикаснији начин повећају резултат постижући голове. Њихово кретање се углавном одвија у нападачкој околини.

### Одбрана
Одбрамбени играчи имају задатак да уз помоћ везних играча као и голмана зауставе противничку екипу у њиховом нападу.

### Везни играч
Везни играчи имају највећу улогу међу играчима јер од њих зависи напад и одбрана. Њихов задатак је да из одбрамбене половине успешно зауставе противника и да изнесу лоптицу ка нападачкој половини где помажу нападачима у организацији и реализацији напада. Везни играчи су претежно најбржи играчи у тиму.

### Голман
Голман је као и у сваком другом тимском спорту најбитнији играч. Његова дужност је да одбрани гол (ширине 180 cm и висине 180 cm), то ради помоћу велике лопатице (хватаљке) која се налази на врху штапа. Око гола се налази голмански простор у којем играчи немају право уласка, а у којем голман може да се задржи свега 4 секунде када му се у штапу налази лоптица.

### fate-off (вађење лопте)
Свака утакмица почиње са fate-off-om, који личи на рвање двојице играча који се боре за посед лопте, (у кошарци се скаче за лопту, док се у лакросу вади fate-off који је веома сличан хокејашком). fate-off се такође изводи на почетку сваке четвртине, као и после сваког постигнутог гола. Играчи који не учествују у fate-off-u немају право да помогну својим саиграчима док им судија не да знак.

## Поента игре
Поента игре је да се постигне што већи број голова. Ово се остварује кроз многобројне тактичке начине којима се надмудрује противничка екипа. Број голова у лакросу варира од нивоа вештине играча, тако да резултат може износити свега неколико голова, а може износити и двоцифрени број. Просек голова на доброј утакмици је око 12 голова по екипи.
Трајање утакмице
Утакмица се игра 4 x 15 минута. Продужеци постоје у случају нерешеног резултата и они се такође играју по 15 минута док се не постигне златни гол. Пенали не постоје, као ни слободни ударци и слично. Време се зауставља после сваког постигнутог гола, али не и за време изрицања казне.
Стране се мењају после сваког периода (четвртине).
Утакмица се завршава кад истекне време (као у кошарци, рукомету, ватерполу, хокеју).
Измене
Измене су неограничене и могу се извршити било кад. Измене су летеће, што значи да нема прекида игре ни званичне најаве измене, већ играч који улази у игру мора да сачека да играч којег мења изађе са терена, па тек онда може да уђе.

### Контакт игра
Лакрос је по природи веома динамичан спорт, али је такође и агресивне природе. Контакта има доста, некад су и неизбежни, али постоји и велики низ правила шта сме, а шта не сме да се ради.
У лакросу је дозвољен контакт само над играчем који поседује лопту или над оним који иде ка њој (ако је лопта на земљи).
Body check (ударац телом) је дозвољен ако се изводи са предње или бочне стране играча, никако са леђа.
Stick check (ударац штапом) се врши у намери да се ударцем штапом од штап противничком играчу избије лоптица. Уколико играч промаши штап и удари играча у тело (у области од кука до главе) судије ће толерисати (уколико није велико или намерно замахивање штапом-играчи углавном искориштавају судијско толерисање па је ударац штапом по рукама нормална појава), под условом да су песнице спојене и да се контакт оствари у било ком делу тела од кука до врата (изузев леђа).
Голмана је могуће и дозвољено напасти само ако изађе из свог голманског простора. Ово се често и дешава на утакмици с обзиром да голман након одбране има свега четири секунде да изнесе или избаци лопту из свог простора око гола.

## Опрема
У лакросу постоји обавезна опрема коју чине копачке (cleats), налактице (arm guards), рукавице (gloves), грудњак (shouldepards), штап (stick), и кацига (helmet).
У изборну-пожељну опрему спадају гума за зубе (mouth-guard), суспензор (cup), Штитници за ребра (rib pads), и код голмана костобрани (shin pads).
Штапови - постоје три различите врсте штапа. Одбрамбени играчи користе дугачки штап (око 180 cm), нападачи користе кратке (око 105 cm), а везни играчи у зависности од тактике користе или дуги или кратки штап. Голман има посебан штап који је средње дужине у односу на остале штапове (130 cm - 180 cm) и има највећу лопатицу на врху (хватаљку) како би могао лакше да брани.